# Marganka

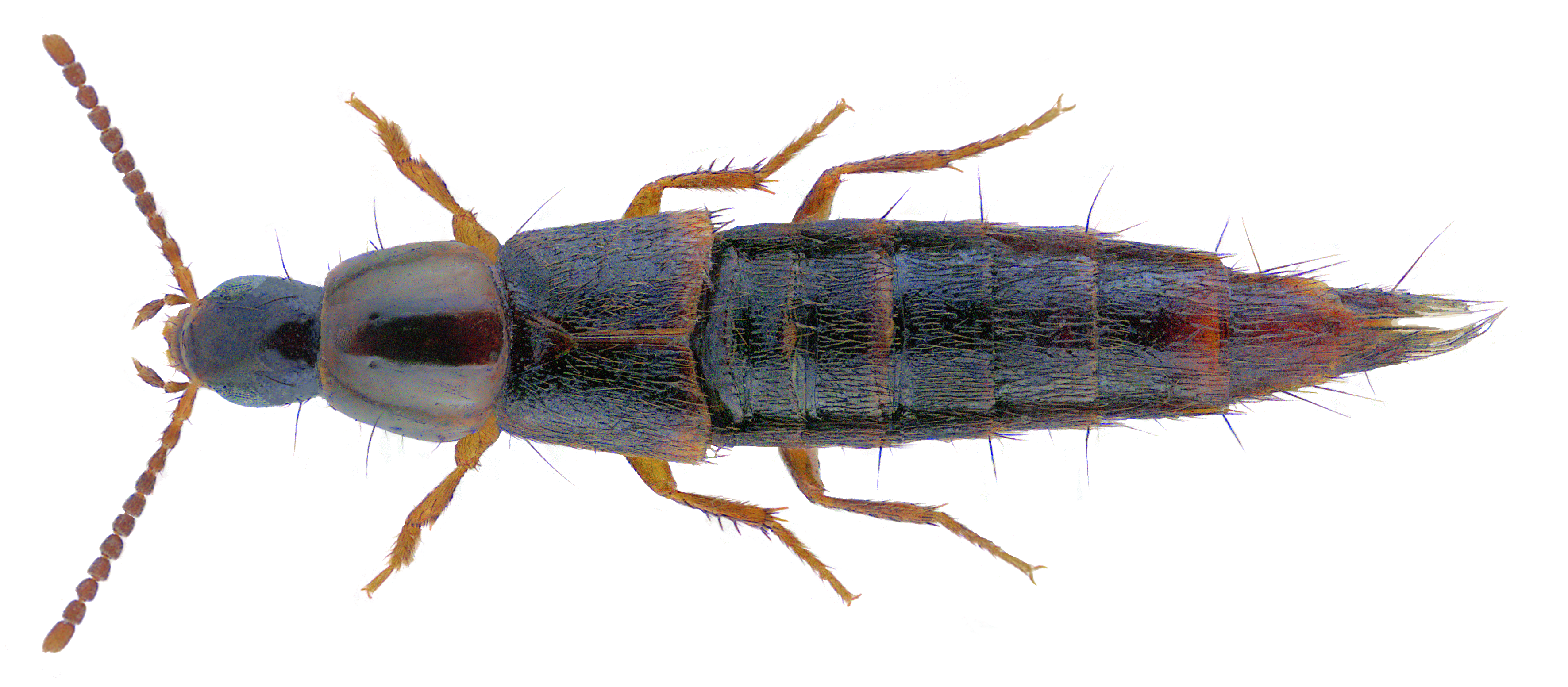
Heterothops dissimilis

Marganka (Heterothops) – rodzaj chrząszczy z rodziny kusakowatych i podrodziny kusaków.
Rodzaj ten został wprowadzony w 1829 roku przez Jamesa Francisa Stephensa.
Chrząszcze o wydłużonym ciele. Głowę mają gładką, błyszczącą, węższą od przedplecza, o skroniach od spodu co najmniej w tylnej części odgraniczonych listewką, z podłużnym rzędem utworzonym przez dwa punkty czołowe i dwa za oczami, wyposażoną w czułki osadzone dalej od siebie niż od krawędzi wewnętrznych oczu. Aparat gębowy cechują warga górna o przedniej krawędzi nieznacznie zatokowato wciętej i długo oszczecinionej, żuwaczki z dwoma zębami na krawędziach wewnętrznych oraz ostatnie człony obu par głaszczków smukłe, ostro zwieńczone, węższe i krótsze niż człony przedostatnie. Przedtułów cechuje się brakiem epimer, trochę zwężonym ku przodowi przedpleczem oraz guzem pośrodku przedpiersia. Powierzchnia trójkątnej tarczki jest gęsto punktowana i owłosiona. Zapiersie ma krótki, wycięty na szczycie wyrostek międzybiodrowy. Przednia para odnóży ma u obu płci nierozszerzone stopy.
Kusaki te bytują w gnijących szczątkach roślinnych, na pobrzeżach wód oraz w norach, gniazdach i dziuplach ssaków i ptaków.
Przedstawiciele rodzaju występują w krainach: palearktycznej, nearktycznej, orientalnej, neotropikalnej i australijskiej. W Polsce stwierdzono 6 gatunków (zobacz też: kusakowate Polski)
Należy tu około 150 opisanych gatunków:

- Heterothops aeneiventris Smetana, 1971
- Heterothops amabilis Last, 1975
- Heterothops angusticeps Reitter, 1891
- Heterothops apicicornis Bernhauer, 1917
- Heterothops apterus Lea, 1925
- Heterothops aquitanicus Coiffait, 1977
- Heterothops argus Wendeler, 1956
- Heterothops arizonicus Smetana, 1971
- Heterothops armeniacus Coiffait, 1977
- Heterothops asperatus Smetana, 1971
- Heterothops baicalensis Fauvel, 1900
- Heterothops balthasari Smetana, 1967
- Heterothops basicornis Bernhauer, 1917
- Heterothops bicolor Smetana, 1975
- Heterothops bimaculatus Fauvel, 1878
- Heterothops binotatus (Gravenhorst, 1802)
- Heterothops bonariensis Lynch, 1884
- Heterothops boops Bernhauer, 1910
- Heterothops brunnipennis Kiesenwetter, 1858
- Heterothops brunneus Smetana, 1971
- Heterothops buettikeri Coiffait, 1981
- Heterothops buluensis Last, 1975
- Heterothops burdurensis Štourač, 2000
- Heterothops campbelli Smetana, 1971
- Heterothops canariensis Israelson, 1979
- Heterothops carbonatus Fall, 1901
- Heterothops castaneus Lea, 1925
- Heterothops cephalota Coiffait, 1977
- Heterothops clarki Lea, 1925
- Heterothops cognatus Sharp, 1874
- Heterothops confertus Smetana, 1971
- Heterothops conformis Smetana, 1971
- †Heterothops conticens Scudder, 1900
- Heterothops conviva Smetana, 1967
- Heterothops crisbus Last, 1975
- Heterothops dissimilis (Gravenhorst, 1802)
- Heterothops dolichocephalus Lea, 1925
- Heterothops eidmanni Scheerpeltz, 1936
- Heterothops exilis Erichson, 1840
- Heterothops fallax Lynch, 1884
- Heterothops fauveli Bernhauer et Schubert, 1916
- Heterothops flavicornis Bernhauer, 1917
- Heterothops flavus Scheerpeltz, 1972
- Heterothops formicetorum Bernhauer, 1912
- Heterothops forsteri Scheerpeltz, 1960
- Heterothops franzi Coiffait, 1982
- Heterothops frater Last, 1975
- Heterothops fraternus Smetana, 1971
- Heterothops fulvus Scheerpeltz, 1972
- Heterothops fundatus Last, 1980
- Heterothops funeralis Last, 1975
- Heterothops fusculus LeConte, 1863
- Heterothops gemellus Smetana, 1971
- Heterothops gestroi Gridelli, 1922
- Heterothops gijiensis Last, 1987
- Heterothops gnarus Last, 1975
- Heterothops grandiceps Bernhauer, 1917
- Heterothops gressitti Last, 1987
- Heterothops giulianii Smetana, 1978
- Heterothops hindustanus Cameron, 1932
- Heterothops hornabrooki Last, 1975
- Heterothops impressifrons Germain, 1903
- Heterothops indicus Cameron, 1926
- Heterothops insolitus Sharp, 1884
- Heterothops iranicus Štourač, 2000
- Heterothops ishiharai Ito, 1994
- Heterothops jureceki Štourač, 2000
- Heterothops kentiae Lea, 1925
- Heterothops khairo Smetana, 1988
- Heterothops laeticolor Reitter, 1891
- Heterothops laticeps Fauvel, 1878
- Heterothops laxus Blackwelder, 1944
- Heterothops longiceps Wendeler, 1956
- Heterothops luctuosus Fauvel, 1877
- Heterothops macrops Coiffait, 1977
- Heterothops malaisei Scheerpeltz, 1965
- Heterothops marmotae Smetana, 1971
- Heterothops marocanus Coiffait, 1977
- Heterothops mediofuscus Lea, 1925
- Heterothops megalops Cameron, 1959
- Heterothops melanocerus Solsky, 1871
- Heterothops meurguesae Tronquet, 1981
- Heterothops mexicanus Schubert, 1909
- Heterothops microtophilus Coiffait, 1977
- Heterothops minor Smetana, 1971
- Heterothops minutus Wollaston, 1860
- Heterothops mirabilis Last, 1975
- Heterothops mirus Lea, 1925
- Heterothops montanus Iablokov-Khnzorian, 1966
- Heterothops myrmeciae Lea, 1929
- Heterothops nidorum Smetana, 1967
- Heterothops niger Kraatz, 1868
- Heterothops nigerrimus Bernhauer, 1914
- Heterothops nigritulus (R. Sahlberg, 1847)
- Heterothops nigrofrater Lea, 1925
- Heterothops nitens (Nordmann, 1837)
- Heterothops obscuripennis Lea, 1925
- Heterothops occidentis Casey, 1886
- Heterothops ocularis Blackwelder, 1943
- Heterothops oculatus Fauvel, 1895
- Heterothops okapaensis Last, 1975
- Heterothops orbicularis Sharp, 1884
- Heterothops papuanus (Cameron, 1937)
- Heterothops paralleliceps Bernhauer, 1917
- Heterothops parvipennis Scheerpeltz, 1972
- Heterothops persimilis Cameron, 1932
- Heterothops picipennis Fauvel, 1877
- Heterothops picticollis Lea, 1925
- Heterothops pictus Lea, 1925
- Heterothops praevius Erichson, 1839 – marganka kretolubna
- Heterothops primarius Last, 1975
- Heterothops pusillus Coiffait, 1982
- Heterothops pusio LeConte, 1863
- Heterothops quadriceps Bernhauer, 1917
- Heterothops quadripunctulus (Gravenhorst, 1806)
- Heterothops rambouseki Blackwelder, 1943
- Heterothops remotus Sharp, 1884
- Heterothops riparius Peyerimhoff, 1929
- Heterothops rotundiceps Sharp, 1889
- Heterothops rubicundulus Last, 1980
- Heterothops rufosuturalis Lea, 1925
- Heterothops rufulus Last, 1980
- Heterothops rufus Last, 1987
- Heterothops saano Smetana, 1988
- Heterothops saltus Last, 1975
- Heterothops saphaa Smetana, 1988
- Heterothops semicupreus Fauvel, 1878
- Heterothops simulator Last, 1980
- Heterothops simulatrix Smetana, 1971
- Heterothops sordidus Smetana, 1971
- Heterothops stiglundbergi Israelson, 1979
- Heterothops subterraneus Bernhauer, 1921
- Heterothops tantillus Lea, 1925
- Heterothops tantulus Last, 1975
- Heterothops tanygnathoides Reitter, 1891
- Heterothops taurus Blackburn, 1888
- Heterothops tenuicornis Sharp, 1884
- Heterothops thaxteri Bernhauer, 1917
- Heterothops tibialis Fauvel, 1878
- Heterothops titschacki Bernhauer, 1941
- Heterothops topali Scheerpeltz, 1972
- Heterothops tovarensis Fauvel, 1891
- Heterothops tumulus Herman, 2001
- Heterothops tzaw Smetana, 1995
- Heterothops ubiquitosus Lea, 1925
- Heterothops velatus Wendeler, 1956
- Heterothops wouei Drugmand, 1988
- Heterothops willbergi Reitter, 1891
- Heterothops wollastoni Israelson, 1979